# هيو مونتجومري (دبلوماسي)
هيو مونتجومري (بالإنجليزية: Hugh Montgomery)‏ هو دبلوماسي أمريكي، ولد في 29 نوفمبر 1923 في سبرينغفيلد في الولايات المتحدة، وتوفي في 6 أبريل 2017.